# Bola
A bola é um objeto utilizado para lazer de uma pessoa e em diversos desportos. A bola é geralmente esférica, mas pode ter outras formas, como a oblonga (apenas em poucos casos em especial, como a bola de rúgbi) ou a quadrada (que é usada no dominó). A bola pode ser oca e repleta de ar, como a bola de futebol e basquetebol, ou sólida, como a bola de bilhar ou de golfe. Na maioria dos jogos, as jogadas acontecem em função do estado da bola sendo acertada, chutada ou arremessada pelos jogadores.
Bolas eram usadas em tempos antigos por povos como os egípcios, gregos, romanos, astecas e os povos que os precederam na América Central.

## Modalidades
Algumas modalidades de esporte que utilizam a bola como principal componente do jogo 
- Beisebol
- Basquetebol
- Bocha
- Boliche
- Biribol
- Críquete
- Croquet
- Queimada
- Futebol
  - Futebol Americano
  - Futebol Australiano
  - Futebol de Areia
  - Futebol Gaélico
  - Futsal
  - Rúgbi
- Golfe
- Handebol
- Lacrosse
- Netball
- Pelota Basca
- Pólo
- Pólo Aquático
- Sinuca
- Softball
- Squash
- Showbol
- Tênis
- Tênis de mesa
- Voleibol

## Galeria

### Bolas redondas
- Bola de Futebol
- Bola de basquetebol
- Bola de beisebol
- Bola de bilhar
- Bola de críquete
- Bola de golfe
- Bola de hóquei sobre a grama
- Bola de lacrosse
- Bola de softball
- Bola de tênis
- Bolas de tênis de mesa
- Bola de voleibol

### Bolas esfeoides prolatas
- Bola de futebol americano
- Bola de futebol australiano
- Bola de rugbyBola de rugby